# NGC 2398
NGC 2398 ist ein interagierendes Galaxienpaar vom Hubble-Typ S+S im Sternbild Zwillinge auf der Ekliptik. Es ist schätzungsweise 395 Millionen Lichtjahre von der Milchstraße entfernt.
Das Objekt wurde am 10. Februar 1885 von dem Astronomen Edouard Stephan entdeckt.